# 超音速机车赛
《超音速機車賽》是一款由HAL研究所制作並由任天堂发行的竞速游戏。游戏于1985年11月21日在日本紅白機发行，一年后在美国发行，1987年在欧洲和澳大利亚发行。
玩家控制着一辆摩托车，在赛道上进行比赛。控制键A键为加速，B键为机枪，可以清理障碍物。
值得一提的是，任天堂早於1972年在日本發佈了一款同名的塑料玩具賽車。

## 外部連結
- 红白机40周年纪念活动网站上的《超音速机车赛 （页面存档备份，存于）》（日語）